# Hipparchia ichnusa
Hipparchia ichnusa är en fjärilsart som beskrevs av Arthur Francis Hemming 1931. Hipparchia ichnusa ingår i släktet Hipparchia och familjen praktfjärilar. Inga underarter finns listade i Catalogue of Life.